# リッジレーサー アンバウンデッド
『リッジレーサーアンバウンデッド』（Ridge Racer Unbounded）は、バンダイナムコゲームス（ナムコブランド）より発売されたPlayStation 3・Xbox 360・Windows専用レースゲーム。略称は『RRU』。

## 概要
『リッジレーサーズ』シリーズと海外でのみ発売された作品を含めるとコンシューマーゲームの『リッジレーサー』シリーズの第12弾にあたる。北米では2012年3月27日に発売された(当初は同年2月に発売される予定だった)。
シリーズで初めて衝突によるダメージ表現やコースエディターのほか、Windows版のリリースも初となる。なお、シリーズ恒例のデビルカーは存在する。

## 備考
一部のレビュアーからゲームプレイのスタイルは『Burnout』シリーズではないかの指摘がある